# René Piquet
René Piquet (ur. 23 października 1932 w Romorantin) – francuski polityk, działacz komunistyczny, eurodeputowany I, II, III i IV kadencji.

## Życiorys
Z wykształcenia mechanik samochodowy, ukończył szkołę zawodową, w późniejszym czasie zaocznie uzyskał dyplom technika. Pracował w wyuczonym zawodzie, następnie w fabryce jako tokarz. W 1948 został członkiem związku zawodowego CGT, a rok później komunistycznej młodzieżówki UJRF. W 1951 wstąpił do Francuskiej Partii Komunistycznej (PCF). Był sekretarzem UJRF w Loir-et-Cher, a także sekretarzem PCF w Blois. Od 1958 do 1964 kierował partią komunistyczną w Loir-et-Cher, następnie do 1979 był sekretarzem PCF. W latach 1961–1995 zasiadał w komitecie centralnym partii, a od 1964 do 1990 wchodził w skład jej biura politycznego.
W 1979, 1984, 1989 i 1994 był wybierany na posła do Parlamentu Europejskiego. Z mandatu zrezygnował w 1997 w trakcie IV kadencji. W trakcie jego wykonywania pełnił w różnych okresach funkcje przewodniczącego i wiceprzewodniczącego frakcji komunistycznych w PE. W 1997 wycofał się z aktywności politycznej.